# Sierra Maestra (groupe)
Pour les articles homonymes, voir Sierra Maestra.
Sierra Maestra est un groupe musical de son cubain. Formé dans les années 1970, il joue du son traditionnel, comme aux heures glorieuses des années 1920 et 1930, avec comme instruments : tres, guitare, trompette, bongo, güiro et chant.

## Histoire
Le groupe est formé en 1976 à La Havane, à Cuba. En 1983, le groupe reçoit le prix Benny Moré pour la meilleure musique de danse populaire ; il participe également au 4e festival de la chanson à Helsinki. Au cours de cette même tournée, ils se produisent en Suède, en France et en Espagne. Toujours en 1983, ils enregistrent la bande sonore de la série télévisée cubaine Las Impuras, et leur chanson intitulée A rumberos los de Belén est utilisée comme bande sonore du film The Milagro Beanfield War de Robert Redford.
En 1994, pendant leur tournée européenne, ils enregistrent Dundunbanza, une compilation de chansons d'Arsenio Rodríguez, pour le label londonien World Circuit Records. En 1996, le leader, Juan de Marcos González crée Afro-Cuban All-Stars, ainsi que Buena Vista Social Club, et le trompettiste Jesús Alemañy crée son propre groupe, Cubanismo, la même année.
En 2000, ils participent au film documentaire Salsa.

## Membres

### Membres en 2004
- Alejandro Suárez — percussion, directeur général
- Oslén Ceballo Brian — trompette
- Eduardo « Rico » Ñiquito — percussion
- Carlos Puisseaux — güiro
- Eduardo Himely — basse, guitare acoustique, percussion, directeur musical
- Alberto Virgilio Valdés — chant, maracas
- Emilio Ramos — tres
- Luis Barzaga — chant, claves

### Anciens membres
- José Antonio « Maceo » Rodríguez — chant, guitare (décédé le 6 novembre 2005 à l'âge de 52 ans à Copenhague, au Danemark)
- Juan de Marcos González

## Discographie
- 1987 : Sonerito (Egrem)
- 1988 : Grupo Sierra Maestra (Egrem)
- 1992 : Criolla Carabalí (Egrem)
- 1993 : Son Highlights from Cuba (WERGO Schallplatten)
- 1994 : Dundunbanza! (World Circuit)
- 1994 : Con Salon a Cuba (Egrem)
- 1994 : Viaje A La Semilla (Egrem)
- 1997 : Tibiri Tabara (World Circuit)
- 2000 : Salsa (Universal Music)
- 2004 : Rumbero Soy (Riverboat Records)
- 2005 : Son: Soul of a Nation (Riverboat Records)
- 2010 : Sonando Ya (Sasa Music)